# Hesperapis flavicara
Hesperapis flavicara är en biart som först beskrevs av Constance Margaret Eardley 2007.  Hesperapis flavicara ingår i släktet Hesperapis och familjen sommarbin. Inga underarter finns listade i Catalogue of Life.